# Klasbryum
Klasbryum (Bryum demaretianum) är en bladmossart som beskrevs av Theo Albert Arts 1992. Klasbryum ingår i släktet bryummossor, och familjen Bryaceae. Enligt den svenska rödlistan är arten otillräckligt studerad i Sverige. Arten förekommer i Svealand. Artens livsmiljö är jordbrukslandskap, våtmarker. Inga underarter finns listade i Catalogue of Life.